# Aktan Arym Kubat
Aktan Arym Kubat, znany też jako Aktan Abdykałykow, kirg. Актан Арым Кубат (ur. 26 marca 1957 w Kuntuu) – kirgiski reżyser, scenarzysta i scenograf filmowy. Jedna z czołowych postaci kinematografii Kirgistanu.

## Życiorys
Urodził się w wiosce Kunduu w północnej części Kirgistanu. Po ukończeniu studiów w Państwowej Akademii Sztuk Pięknych w Biszkeku od połowy lat 80. pracował jako scenograf filmowy. Tworzyć własne filmy zaczął w latach 90.
Laureat licznych nagród festiwalowych. Autor takich filmów, jak Adoptowany syn (1998, Srebrny Lampart na MFF w Locarno), Szympans (2001, nominacja do Europejskiej Nagrody Filmowej dla odkrycia roku), Złodziej światła (2010), Centaur (2017, Nagroda CICAE w sekcji „Panorama” na 67. MFF w Berlinie) i To jeszcze pamiętam (2022).